# شلاتو
شلاتو (بالإيطالية: Scillato)‏ هي بلدية في مقاطعة باليرمو في صقلية الإيطالية.

## السكان
في سنة 1861 بلغ عدد السكان 510 نسمة، وتطور العدد ليصل في سنة 2011 لـ 627 نسمة.
يظهر هذا المخطط البياني تطور النمو السكاني لـ شلاتو